# 松本奉時

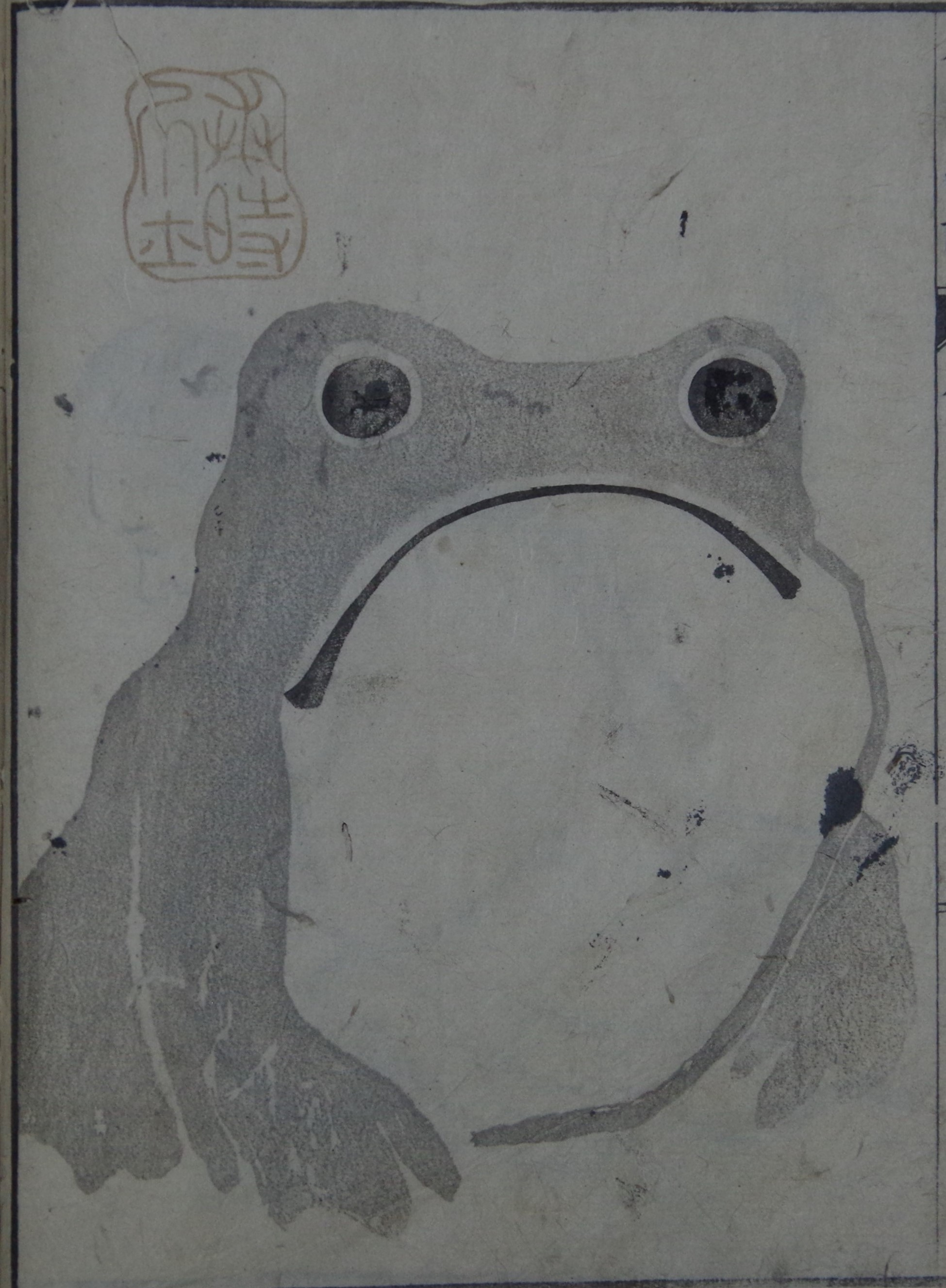
蝦蟇図

松本 奉時（まつもと ほうじ、生年不詳 - 1800年9月30日（寛政12年8月12日））は、江戸時代中期の絵師（画家）、表具師。字は周助（周介）、号に奉時道人、天明（1781年 - 1788年）、寛政（1789年 - 1801年）頃に活躍、大坂の人。

## 略伝
本職は表具師だが絵師としても活動。蛙を愛し、蛙を飼うだけでは飽き足らず、蛙に係る様々な物を集め、蛙の絵をよく描いた。特に水墨の蝦蟇図を好み、得意としていた。同時代の絵師と盛んに交流、江戸時代中期に活躍していた伊藤若冲とも親しく、若冲が晩年に隠居していた石峰寺も訪れていたほか、若冲から影響を受けた作品も残されている。
奉時を代表する作品である蝦蟇図には、大きくかつ勢いのある筆致で描かれた同じ構図の水墨画が複数存在する。これらの作品の中には、大阪の狂詩人、畠中観斎（銅脈先生）が賛を付けているものが多くみられ、観斎と奉時の書画の組み合わせが、特に好まれていたと考えられている。
奉時は、天明年間に見た龍の夢を奇瑞とし、それ以降、書画収集を盛んに行うようになった。集めた作品を「奉時清玩帖」などの画帖に仕立て、当代一流の書家、絵師、文人に揮毫を求めて愛蔵していた。「諸名家合作（松本奉時に依る）」には、若冲の他に慈雲飲光、日野資枝、西依成斉、中井竹山、六如慈周、細合半斉、皆川淇園、墨江武禅、福原五岳、中江杜徴、森周峯、圓山応瑞、奥田元継、森祖仙、木村蒹葭堂、伊藤東所、長沢芦雪、月僊、上田耕夫、篠崎三嶋、呉春ら京、大坂の豪華な顔ぶれによる寄せ書きが見られる。画面中央左には蒹葭堂が、謹厳とも思えるしっかりとした筆使いで「竹に猿」を描いている。画面左下には奉時の所蔵印が捺されている。

## 作品
- 「蝦蟇図（蛙図）」- 複数存在
- 「白象図」- 伊藤若冲の作品に習った旨が画中に記される、個人蔵
- 「大黒天図」- 宝蔵寺蔵
- 「蛙画帖」- 松本奉時筆
- 「名画画譜」- 丹羽盤桓子編、松本奉時他筆

## 画帖
- 「奉時清玩帖」
- 「諸名家合作（松本奉時に依る）」寛政8年 - 10年（1796年 - 1798年）